# カンパニュラ (小惑星)
カンパニュラ (1077 Campanula) は、小惑星帯の小惑星。カール・ラインムートがハイデルベルクのケーニッヒシュトゥール天文台で発見した。
地中海沿岸地方を原産とするキキョウ科の植物のカンパニュラに因んで命名された。